# Громадянська війна в Ємені (1994)
Громадянська війна в Ємені — збройний конфлікт 1994 року між єменським урядом та Єменською соціалістичною партією, що боролась за відтворення Південного Ємену як суверенної держави.

## Передумови
22 травня 1990 року відбулось об'єднання Північного (Єменська Арабська Республіка) та Південного (Народна Демократична Республіка Ємен) Ємену. Лідери обох держав поділили між собою дві найвищі посади: Алі Абдалла Салех став президентом єдиної держави, а Алі Салем аль-Бейд — віце-президентом. Об'єднання політичних та економічних систем двох країн мало відбутись упродовж 30 місяців. У той час у єдиному парламенті було сформульовано й узгоджено конституцію країни. Вибори відбулись у квітні 1993 року.
Однак процес формування політичної системи нової держави був не легким. У серпні 1993 року віце-президент і генеральний секретар ЦК Єменської соціалістичної партії (ЄСП) Алі Салем аль-Бейд почав публічно висловлювати незгоду з роллю колишнього Південного Ємену у будівництві нової держави. Він виїхав до Адена та заявив, що не повернеться до влади, поки його скарги не буде розглянуто. Серед інших були звинувачення на адресу діячів півночі в утисках інтересів ЄСП та економічній маргіналізації півдня. Перемовини щодо виходу з політичного глухого кута затягнулись та виявились неефективними. Однак, угода між північними та південними лідерами була підписана в Аммані 20 лютого 1994 року, утім це вже не могло зупинити громадянську війну, що почалась. Її виникненню сприяло й те, що до того часу збройні сили двох колишніх держав ще не були інтегровані до загальної військової системи.

## Перебіг конфлікту
Перша збройна сутичка сталась 27 квітня 1994 року, коли в районі Амрана відбувся бій за участі танків. Обидві сторони звинуватили одна одну в початку бойових дій. 4 травня ВПС південних завдали бомбових ударів по Сані та інших районах на півночі. У відповідь було завдано повітряних ударів по Адену. Президент Салех оголосив 30-денний режим надзвичайного стану, а іноземні громадяни почали евакуацію з країни. Віце-президент аль-Бейд був офіційно звільнений зі своєї посади. Південні підпалили склад боєприпасів у Сані, в результаті загинули десятки мирних жителів. Прем'єр-міністр Гейдар Абу Бакр аль-Аттас також був звільнений 10 травня після звернення до зовнішніх сил по допомогу у припиненні війни.
ЄСП фактично виступила за розкол країни, проголосивши 21 травня Демократичну республіку Ємен зі столицею в Адені. Однак жоден уряд світу не визнав таку державу. В середині травня війська північних почали наступ на Аден. 24 травня вони захопили місто Атак, що дозволило їм взяти під контроль нафтові родовища.
Південні шукали підтримки у сусідніх держав і, можливо, отримували військову допомогу з Саудівської Аравії, яка відчувала загрозу в існуванні єдиного Ємену. Різні спроби закликати сторони повернутись до перемовин, у тому числі з боку спеціального посланця ООН, США та Росії, успіху не мали. Рада безпеки ООН ухвалила резолюцію 924, закликавши до припинення бойових дій. Режим припинення вогню було оголошено 6 червня, але він тривав лише шість годин. Одночасно провалились мирні перемовини у Каїрі. 4 липня війська північних вийшли до Адена, а 7 липня місто було взято, що поклало край війні. Лідери невизнаної Демократичної Республіки Ємен Алі Салем аль-Бейд та Гейдар Абу Бакр аль-Аттас емігрували з країни. Тисячі їхніх прибічників утекли до Оману. ЄСП була заборонена, для її колишніх членів було введено заборону на службу в армії та держапараті, що означало повну чистку тих структур від південних.

## Наслідки
Джерела вказують, що загалом під час боїв загинули 7 тисяч осіб і 16 тисяч були поранені.
Салех оголосив амністію щодо 16 південних лідерів, натомість аль-Бейді, аль-Аттасу, Абд аль-Рахману Алі аль-Джифрі та Саліху Мунассару аль-Сіялі інкримінували привласнення державних коштів.
Лідери ЄСП реорганізували партію та обрали нове бюро у липні 1994 року, однак більша частина авторитету партії була втрачена під час війни.
2007 року група під назвою «Рух Південного Ємену» закликала до відокремлення півдня й відновлення незалежності південних провінцій, що призвело до зростання напруженості та заворушень.